# Тангамандапио
Тангамандапио (исп. Tangamandapio)  —   город в Мексике, входит в штат Мичоакан. Население 11 230 человек (на 2008 год).